# Прапор Фарерських островів
Прапор Фарерських островів («Меркід», фар. Merkið) — один із символів Фарерських островів, автономної області Данії. Стяг з червоними хрестом зі зміщеним вліво перехрестям, що символізує Християнство та наслідує прапор Данії «Даннеброґ». Прапор «Меркід» схожий на прапор Норвегії та Ісландії, проте відрізняється від них розташуванням кольорів.

## Символіка
Як і на прапорах більшості північно-європейських країн, на прапорі Фарер зображений скандинавський хрест, що являє собою прямокутне полотнище зі співвідношенням сторін 8:11 з червоним хрестом та з синьою облямівкою на білому тлі.
Кольори несуть свідчення про тісні зв'язки із сусідніми націями та спільною культурою та походженням. Червоний хрест на білому тлі є видозміненим прапором Данії (білий хрест на червоному тлі), чиїм автономним регіоном є острови. Синя облямівка була додана в знак того, що раніше острови входили до складу Норвегії.

## Історія

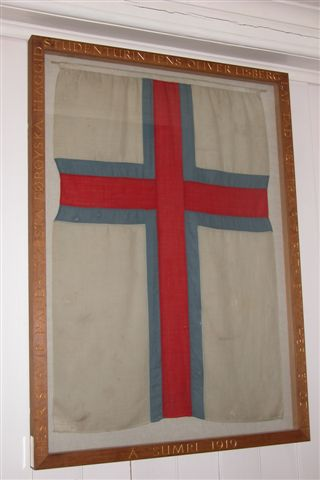
1-й стяг зберігається в церкві в Файміне.

Прапор був розроблений трьома студентами: Йенсом Олівером Лісбергом та його товаришами — Янусом Оссурссоном (фар. Janus Øssursson) та Паулі Далі (фар. Pauli Dahl). Вперше прапор замайорив у студентській резиденції Регенсен в Копенгагені навесні 1919 року, а його перша публічна демонстрація відбулась 2 червня 1919 року у Фреденсборзі. У червні Лісберг повернувся додому та привіз цей прапор на Фарери і 22 червня 1919 під час весільних урочистостей, «Меркід» вперше було піднято на Фарерах. Відбулося це в рідному селі Йенса — Фамїне (острів Сувурой). 
У 1930 році цей прапор використовувався на фарерському національному святі Оулавсьока, а з 1931 і в інших випадках, проте неофіційно. Впродовж 1930-х використання прапора призводило до напружень між данською владою та фарерцями. Фарерські острови були звичайним графством королівства і не мали окремих символів, для офіційних заходів використовувався лише прапор Данії.
Проте під час Другої світової війни все змінилося. 9 квітня 1940 року Данське королівство було окуповане Третім Рейхом. Діючи на випередження Німеччини, 12 квітня 1940 уряд Великої Британії окупував Фарерські острови. Щоб не наражати фарерські кораблі на небезпеку та розрізняти судна Фарерських островів та власне Данії, окупованої німцями, британський уряд ухвалив рішення про використання прапора «Меркід» на суднах. По закінченню війни 23 березня 1948 року цей прапор став офіційним стягом Фарерських островів разом із визнанням островів як автономії у складі королівства.

## Вшанування
На Фарерах прапор користується особливою пошаною і має власну назву «Меркід» (фар. Merkið).
Щороку 25 квітня на Фарерах відзначають день Прапора на честь рішення уряду Великої Британії від 1940 року щодо використання прапора на Фарерських суднах.